# Acanthastrea minuta
Acanthastrea minuta är en korallart som beskrevs av Karl von Moll och George Newton Best 1984. Acanthastrea minuta ingår i släktet Acanthastrea och familjen Mussidae. Inga underarter finns listade i Catalogue of Life.